# Volvo 7000

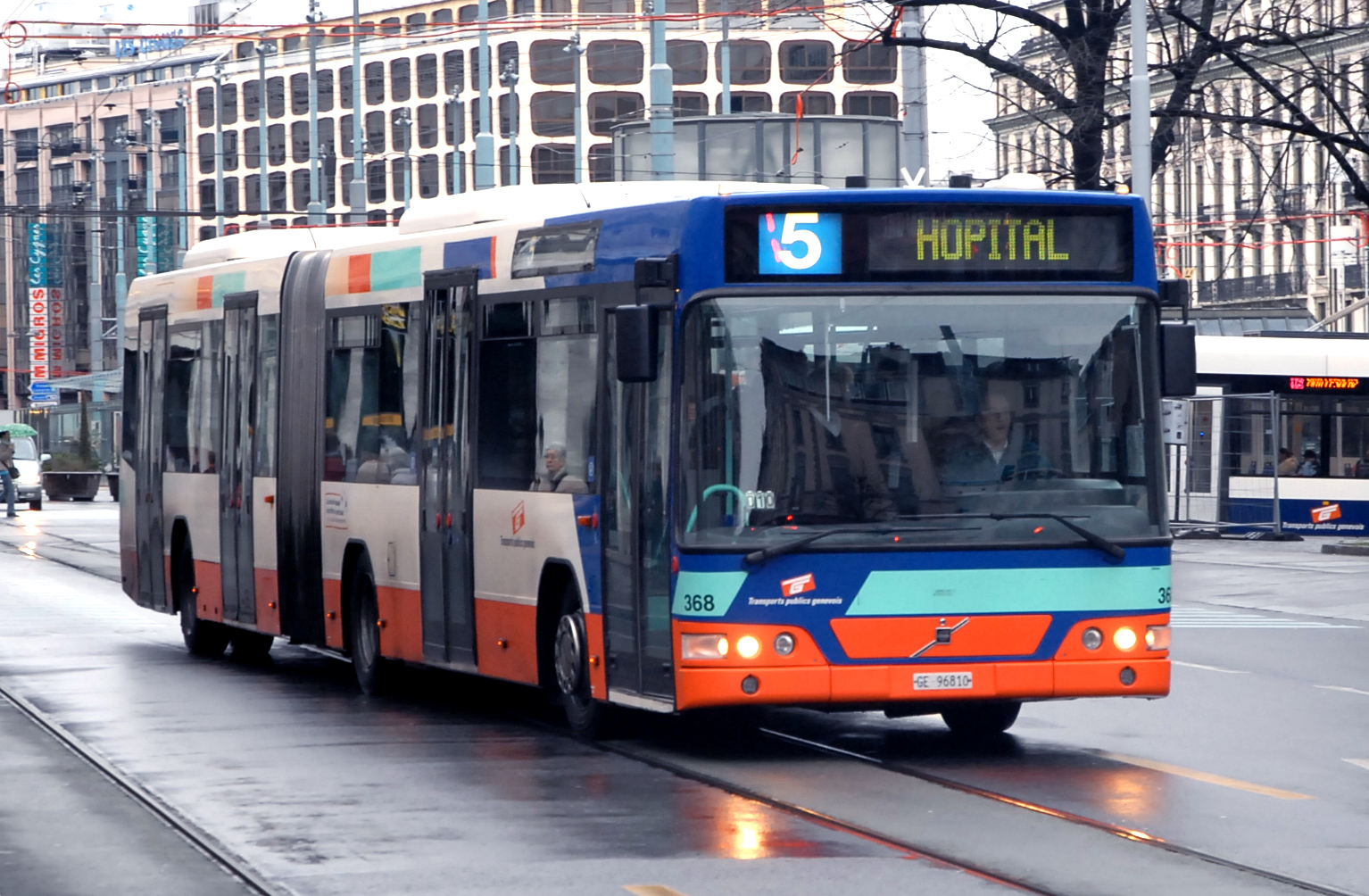
Volvo 7000A

Der Volvo 7000 war ein Stadtbus, den Volvo zwischen 1998 und 2003 produzierte. Er war das Ergebnis einer Zusammenarbeit zwischen Volvo und dem finnischen Karosseriebauunternehmen Carrus Oy. Die Karosserie entsprach dem Carrus Typ K206 und das Chassis dem Volvo B7L, der in Polen produziert wurde. Neben der Produktion bei Carrus in Turku in Finnland wurde der Volvo 7000 ab 1999 auch in Breslau in Polen produziert. Neben der Standardvariante gab es den Gelenkbus 7000A. 2003 löste der Volvo 7700 die Baureihe ab, der vorerst aber kaum verändert war, jedoch nur noch in Polen produziert wird.

## Technische Daten
Die Volvo-7000er-Baureihe wurde vom Volvo D7C Dieselmotor mit einer Leistung von 158 oder 184 kW, gekoppelt mit einem ZF-5HP502-N-Automatikgetriebe angetrieben. Es gab sie mit zwei und drei Fahrgasttüren. Der Motor wurde hinten links, vertikal montiert.
Kurz nach Start des Volvo 7000 folgte der Gelenkbus Volvo 7000A. Der Gelenkbus hatte eine erhöhte Motorleistung von 184, 202 oder 228 kW und verfügte über drei oder vier Fahrgasttüren.
Neben der Diesel-Version gab es LPG- und CNG-Versionen. Diese Versionen hatten den Tank an der Spitze der Front auf dem Dach.